# 리처드 세일러
리처드 세일러(Richard H. Thaler, 1945년 9월 12일 ~ )는 독일계 미국 태생의 경제학자로 제한적 합리성(Bounded Rationality)에 기반한 경제학 분야인 행동경제학(Behavioral Economics)을 체계화시켜 학문적으로 확립했다. 현재 시카고 대학교 부스경영대학원 교수와 전미경제연구소(National Bureau of Economic Research) 연구원으로 활동 중이다.
2017년에 행동경제학을 체계화해서 학문적으로 확립한 공로를 인정받아 노벨 경제학상을 수상했다. 왕립 스웨덴 과학한림원은 노벨 경제학상 수여 이유로 세일러의 기여가 개인의 의사결정에 관한 경제학적 분석과 심리학적 분석 사이의 가교가 됐으며, 세일러의 경험적 발견과 이론적 통찰력이 새로우면서도 빠르게 커져가는 행동경제학 분야를 만들어내는데 중요했기 때문이라고 밝혔다.

## 생애
리처드 세일러는 미국 뉴저지주 이스트오렌지에서 교사인 로슬린 멜니코프와 뉴저지주 뉴어크의 프루덴셜 파이낸셜에서 계리사로 일하던 앨런 M. 세일러 사이에서 태어났다. 뉴어크 아카데미를 졸업하고 1963년 케이스 웨스턴 리저브 대학교에서 입학하여 학사 학위를 취득했고, 1970년 로체스터 대학교에서 석사 학위를, 1974년에는 박사 학위를 취득했다. 박사학위 논문은 노동경제학자인 셔윈 로젠의 지도 아래에 쓴 "삶을 살리는 것의 가치: 시장 추정(The Value of Saving A Life: A Market Estimate)"이다.
학업을 마친 뒤에는 로체스터 대학교의 교수로 임용돼 교수로서의 경력을 시작했으며, 1978년부터 1995년까지는 코넬 대학교 경영대학원의 교수로 있었고 1995년부터는 시카고 대학교 경영대학원의 교수로 있었다. 1999년에는 자산관리사인 풀러 & 세일러 에셋 매니지먼트를 공동 창립해 창립한 뒤로부터 사장을 지냈으며, 이 회사의 자산관리 전문가들은 소유 효과와 손실 회피성, 현상 유지 편향과 같은 인지 편향을 활용할 것이라고 밝혔다. 또한 1991년부터 전미경제연구소 행동경제학 계획에서 공동 연구원으로 활동했다.
2015년 셀리나 고메즈와 함께 영화 《빅쇼트》에 나와 '뜨거운 손 오류'를 설명하는 본인 역할의 카메오로 등장했다. 또한 영국 정부 내각사무처의 일부였으며 현재는 유한회사인 행동조사팀(Behavioural Insights Team)의 창립에도 기여했다.

## 학력
- 1959~1963: 뉴어크 아카데미 (졸업)
- 1963~1967: 케이스 웨스턴 리저브 대학교 (학사)
- 1967~1970: 로체스터 대학교 (석사)
- ~1974: 로체스터 대학교 (박사)

## 저술 활동

### 책
세일러는 행동경제학과 행동금융학 분야에서 《준합리적 경제학》(Quasi-rational Economics), 《승자의 저주》(The Winner's Curse)와 같은 일반인들을 위한 책을 많이 썼다. 세일러의 책의 주된 생각은 시장 중심의 접근은 불완전하다는 것이다. 세일러는 책에서 "기존의 경제학은 사람들이 매우 합리적, 굉장히 합리적이며 감정이 없다고 가정한다. 사람들은 마치 컴퓨터처럼 계산하며 자신을 완변히 조절한다"라고 말한 바 있다.
세일러는 또한 하버드 로스쿨의 교수 캐스 선스타인과 함께 《넛지》(Nudge)를 썼다. 《넛지》는 공공기관과 민간 단체들이 어떻게 일상 생활에서 사람들이 더 나은 결정을 하게 도와주는지에 관해 다루고 있다. 세일러와 선스테인은 "사람들은 가끔씩 나쁜 결정을 내린다. 그리고 그들은 당혹스러워하며 이를 되돌아본다"라고 말했다. 또한 세일러와 선스테인은 다음과 같이 말했다.
| “ | 우리들은 사람이기 때문에 이렇게 행동하며 우리 모두는 다양한 일상적인 편견에 민감하고, 이로 인해 교육과 개인 금융 관리, 건강 관리, 대출과 신용카드, 행복, 심지어는 지구 그 자체에도 당황스러운 실수를 저지르기도 한다. | ” |

그 밖에도 세일러와 선스테인은 ‘선택 설계’(choice architect)라는 용어를 만들어내기도 했다.
2015년에는 행동경제학의 발달사를 담은 《똑똑한 사람들의 멍청한 선택》(Misbehaving)을 썼으며, "회고록이자 20세기 후반의 대부분에 학계를 지배했던 특정 학파의 경제학자들, 특히 시카고 대학교에서 경제학 이론을 지배했던 시카고 학파에 대한 공격"이라고 말했다.

### 기타 저술
1987년부터 1990년까지 학술지인 《경제 전망》지(Journal of Economic Perspectives)에 ‘이상현상들’(Anomalies)이라는 글을 정기적으로 기고를 하면서 경제학계에서 주목을 받기 시작했는데, 전통적인 미시경제학 이론을 따르지 않는 것처럼 보이는 개인의 경제적 행동의 실례를 다루었다.
2008년에 발표한 논문에서 세일러와 공동 연구자들은 미국의 텔레비전 게임 쇼인 딜 오어 노 딜에 나오는 참가자들의 선택을 분석했으며 행동주의자들이 주장하는 경로의존적 위험회피의 근거를 찾았다. 세일러는 또한 영국의 쇼인 골든 볼즈에 나오는 협력에 관해 연구하기도 했다.
뉴욕 타임스의 시사 평론가로서는 미국의 금융 문제에 관한 경제적 해결책을 내놓기도 했다.

## 저서
- Richard H. Thaler(1992). The Winner's Curse: Paradoxes and Anomalies of Economic Life, Free Press. (Princeton University Press paperback, 1993) ISBN 0-691-01934-7
《승자의 저주》, 하승아, 최정규 옮김, 이음, 2007.
- Richard H. Thaler(1993). Advances in Behavioral Finance (고급 행동금융학), Russell Sage Foundation. ISBN 0-87154-844-5
- Richard H. Thaler(1994). Quasi-Rational Economics (준합리적 경제학), Russell Sage Foundation. ISBN 0-87154-847-X
- Richard H. Thaler(2005). Advances in Behavioral Finance, Volume II (고급 행동금융학 2), Princeton University Press. ISBN 0-691-12175-3
- Richard H. Thaler, Cass Sunstein(2008). Nudge: Improving Decisions About Health, Wealth, and Happiness, Yale University Press.
- Thaler, Richard H., and Cass Sunstein. 2009 (updated edition). Nudge: Improving Decisions About Health, Wealth, and Happiness. New York: Penguin. ISBN 0-14-311526-X.
《넛지》, 안진환 옮김, 리더스북, 2009.
- Richard H. Thaler(2015). Misbehaving: The Making of Behavioral Economics, W. W. Norton & Company. ISBN 978-0-393-08094-0
《똑똑한 사람들의 멍청한 선택》, 박세연 옮김, 리더스북, 2016.

### 주해

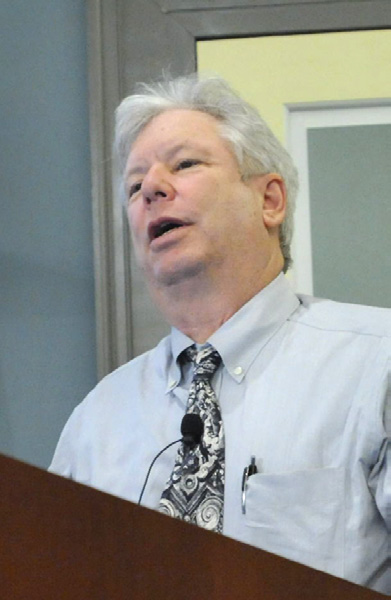
리처드 세일러 (2012년)

1. ↑  본인은 2009년 한 언론사와의 인터뷰에서 본인의 이름은 독일계 이름이므로 ‘탈러’로 발음하는 것이 맞지만, 미국에서는 미국식 발음인 ‘세일러’로 발음하는 사람이 많다고 밝힌 바 있다.[2]
2. ↑  영어 위키백과에서는 2017년 9월 4일판 이후로 세일러에 해당하는 발음 기호(/ˈθeɪlər/)를 내놓았다.

### 출전
1. ↑  “국립국어원 외래어표기법 용례 찾기”. 2017년 10월 23일에 원본 문서에서 보존된 문서.
2. ↑  정수현 (2017년 10월 12일). “"탈러? 세일러? 노벨경제학상 수상자의 성(姓)은 무엇일까"”. 서울경제.
3. ↑  Niklas Pollard, Anna Ringstrom, Suzannah Gonzales (2017년 10월 9일). “We're all human: 'Nudge' theorist Thaler wins economics Nobel” (영어). Reuters. 2017년 10월 12일에 확인함.
4. ↑  Newark Academy Lumen Magazine, Spring 2016
5. ↑  Alumnus Richard H. Thaler earns Nobel Prize for work in behavioral economics
6. ↑  “Richard H. Thaler Booth School of Business CV” (PDF). 2017년 10월 12일에 원본 문서 (PDF)에서 보존된 문서. 2017년 10월 12일에 확인함.
7. ↑  fullerthaler.com[깨진 링크(과거 내용 찾기)]
8. ↑  David Orrell (2010). Economyths, Icon Books. p. 123
9. ↑  미상 (2008년 4월 2일). “Designing better choices” (영어). Los Angeles Times. 2017년 10월 12일에 확인함.
10. ↑  Jonathan A. Knee (2015년 5월 5일). “In ‘Misbehaving,’ an Economics Professor Isn’t Afraid to Attack His Own” (영어). The New York Times. 2017년 10월 12일에 확인함.
11. ↑  "Anomalies" Articles Published in the Journal of Economic Perspectives
12. ↑  Richard Thaler, The Winners Curse, Journal of Economic Perspectives, 2 (1), 1988. pp. 191-202.
13. ↑  Richard Thaler, The Ultimatum Game, Journal of Economic Perspectives, 2 (4), 1988. pp. 195-206.
14. ↑  Daniel Kahneman, Jack Knetsch, Richard Thaler, The Endowment Effect, Loss Aversion, and Status Quo Bias, Journal of Economic Perspectives, 5 (1), 1991. pp. 193-206.
15. ↑  Guido Baltussen, Martijn J. van den Assem, Richard Thaler, Thierry Post, Deal or No Deal? Decision Making under Risk in a Large-Payoff Game Show, American Economic Review, 98 (1), 2008. pp. 38-71.
16. ↑  Denie van Doler, Martijn J. van den Assem, Richard Thaler, Split or Steal? Cooperative Behavior When the Stakes Are Large, Management Science, 58 (1), 2012. pp. 2-20.